# 리치 드 라에
리치 리아 알폰스 드 라에(Ritchie Ria Alfons De Laet, 1988년 11월 28일 - )는 벨기에의 축구 선수이다. 2006년 로열 앤트워프 FC 입단으로 프로 축구 선수로 데뷔하게 되었다. 포츠머스 FC, 노리치 시티 FC, 맨체스터 유나이티드 FC, 레스터 시티 FC를 거쳐 현재 로열 앤트워프 소속이다. 수비수로 뛰고 있다.